# Polycopiella angustiloba
Polycopiella angustiloba is een mosselkreeftjessoort uit de familie van de Polycopidae. De wetenschappelijke naam van de soort is voor het eerst geldig gepubliceerd in 1983 door Chavtur.